# 奇尼西
奇尼西（義大利語：Cinisi），是意大利西西里大区巴勒莫广域市的一个市镇。总面积33.16平方公里，人口11903人，人口密度359.0人/平方公里（2009年）。ISTAT代码为082031。